# John Wark
John Wark (Glasgow, Escocia; 4 de agosto de 1957) es un exfutbolista escocés que se desempeñaba como delantero. 

## Clubes
| Club          | País       | Año         | Partidos | Goles |
| ------------- | ---------- | ----------- | -------- | ----- |
| Ipswich Town  | Inglaterra | 1975 - 1984 | 266      | 94    |
| Liverpool     | Inglaterra | 1984 - 1988 | 70       | 28    |
| Ipswich Town  | Inglaterra | 1988 - 1990 | 89       | 23    |
| Middlesbrough | Inglaterra | 1990 - 1991 | 32       | 2     |
| Ipswich Town  | Inglaterra | 1991 - 1997 | 154      | 18    |

## Palmarés
- 1980/81: Premio PFA al jugador del año
- Campeón y Goleador Copa UEFA 1980-81*